# リールセSK
コーニンクレッカ・リールセ・スポルトクリング (オランダ語: Koninklijke Lierse Sportkring) は、ベルギー・アントウェルペン州リールを本拠地としていたサッカークラブである。2017-18シーズンはベルギー・ファースト・ディビジョンB（2部）に所属していた。
1906年創設。過去ジュピラーリーグ優勝を4回達成しているが、近年は財政難による戦力不足もあり2部リーグに低迷していた。しかし2007年11月にエジプト人の資産家であるマジェド・サミーが代表に就任すると積極的な選手補強を進め、2009-10シーズンには2部リーグ優勝、翌シーズンから再びジュピラー・プロ・リーグに参戦することとなった。
2018年に破産し、リールセ・ケンペンゾーネンを後継として解散した。

## 獲得タイトル

### 国内タイトル
- ジュピラーリーグ : 4回
  - 1931-32, 1941-42, 1959-60, 1996-97
- ベルギー・セカンドディビジョン : 2回
  - 1926-27, 2009-10
- ベルギーカップ : 2回
  - 1968-69, 1998-99
- ベルギー・スーパーカップ : 2回
  - 1997, 1999

### 国際タイトル
なし

## 過去の成績

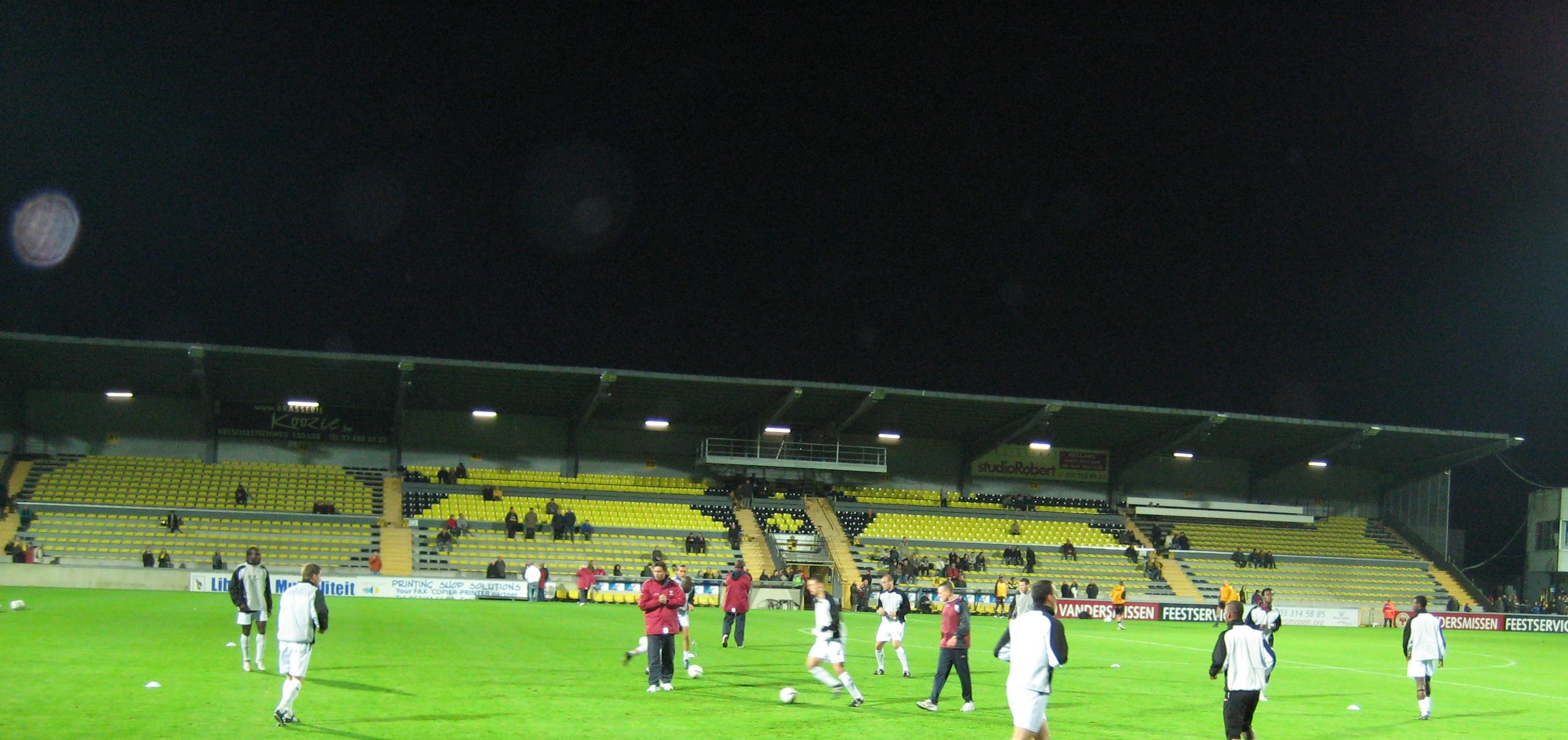
ヘルマン・ファンデルポーテンスタディオン

- 1992-93 ベルギー・ファーストディビジョン 10位
- 1993-94 ジュピラーリーグ 14位
- 1994-95 ジュピラーリーグ 5位
- 1995-96 ジュピラーリーグ 5位
- 1996-97 ジュピラーリーグ 優勝
- 1997-98 ジュピラーリーグ 7位
- 1998-99 ジュピラーリーグ 7位
- 1999-00 ジュピラーリーグ 9位
- 2000-01 ジュピラーリーグ 10位
- 2001-02 ジュピラーリーグ 15位
- 2002-03 ジュピラーリーグ 5位
- 2003-04 ジュピラーリーグ 11位
- 2004-05 ジュピラーリーグ 10位
- 2005-06 ジュピラーリーグ 17位
- 2006-07 ジュピラーリーグ 17位 降格
- 2007-08 ベルギー・セカンドディビジョン 7位
- 2008-09 ベルギー・セカンドディビジョン 2位
- 2009-10 ベルギー・セカンドディビジョン 優勝 昇格
- 2010-11 ジュピラー・プロ・リーグ 14位
- 2011-12 ジュピラー・プロ・リーグ 12位
- 2012-13 ジュピラー・プロ・リーグ 14位
- 2013-14 ジュピラー・プロ・リーグ 12位
- 2014-15 ジュピラー・プロ・リーグ 16位 降格
- 2015-16 ベルギー・セカンドディビジョン 7位
- 2016-17 ベルギー・ファースト・ディビジョンB 2位、2位
- 2017-2018  ベルギー・ファースト・ディビジョンB 4位

## 歴代監督
- エリック・ゲレツ 1994-1997
- ポール・ピュト 2003-2005
- ヒェティル・レクダル 2006-2007
- エメ・アンテュニス 2010
- エリック・ファン・メイル 2010-2011
- トロン・ソリード 2011
- クリス・ヤンセンス 2011-2012
- ハニ・ラムズィ 2012-2013
- エリック・ファン・メイル 2013
- スタンリー・メンゾ 2013-2014
- エリック・ファン・メイル 2015-2017

## 歴代所属選手

### GK
- ダニー・ヴェルリンデン 1980-1988
- ジャン＝マリー・プファフ 1988-1989
- スタンリー・メンゾ 1996-1999
- 川島永嗣 2010-2012
- マッツ・セルス 2010-2014

### DF
- エリック・ファン・メイル 1996-2001
- フィリップ・デームス 1998-2001
- シボニソ・ガクサ 2010-2012
- ケニー・トンプソン 2011-2012
- ビクトル・ベルナルデス 2011

### MF
- ヤン・クーレマンス 1974-1978
- ヒェティル・レクダル 1990-1996
- ミニ・ヤコブセン 1993-1994
- トマシュ・ズデベル 1997-2001
- オグニェン・ヴコイェヴィッチ 2005
- チャーリー・ミラー　2006-2008
- ランス・デイヴィッズ 2010-2013
- ダイロン・クラーセン 2010-2013
- イブラヒム・アイェウ 2011-2013
- フセイン・ヤセル 2011-2013
- ホッサム・ガリ 2013-2014

### FW
- ベルナルド・ヴォールホフ 1927-1948
- エルウィン・ヴァンデンベルグ 1976-1982
- ヘルト・ヴェルハイエン 1986-1988
- ピーター・ハウストラ 1997-2000
- スタイン・ハイセヘムス 1998-2003
- アーチー・トンプソン 2001-2005
- アルナ・コネ 2002-2003
- クルーノ・ロブレク 2005
- アレッサンドロ・ヌーネス 2005-2006
- ドラガン・ムルジャ 2005-2007
- タイルソン 2006-2007
- トマシュ・ラジンスキ 2008-2011
- ティーラテープ・ウィノータイ 2009
- ルドルフ・ドゥアラ 2010-2011
- ジョゼフ＝デジレ・ジョブ 2010-2011
- ヴェスレイ・ソンク 2010-2012
- フラヴィオ・アマド 2011-2012